# Whose Bed Have Your Boots Been Under?
Singles de Shania Twain
You Lay a Whole Lot of Love on Me
(1993) Any Man of Mine
(1995)
Pistes de The Woman in Me
Any Man of Mine (If You're Not in It for Love) I'm Outta Here!
Any Man of Mine est le premier extrait de l'album de Shania Twain, The Woman in Me.
La chanson a été écrite par Robert Mutt Lange et Shania Twain. La chanson est devenue le premier succès de Shania Twain à la radio country, après avoir culminé au numéro 11. Les stations de radio ont commencé à passer la chanson en boucle assez élevée quand ils ont remarqué la quantité élevée de vente dd l'album. En août 1995, le single a été certifié disque d'or pour 500 000 ventes, ce qui rend ce premier disque d'or de Shania Twain unique. La chanson a remporté la chanson SOCAN de l'année au Canadian Country Music Awards en 1995. La chanson fut ensuite reprise en 2004 dans Greatest Hits.

## Versions
- Version album : 4:25
- Version radio : 3:59
- Danse : 4:50
- Live de: Up! Close and Personal:  4:27